# Sotmyrfågel
Sotmyrfågel (Hafferia fortis) är en fågel i familjen myrfåglar inom ordningen tättingar.

## Utseende
Sotmyrfågeln är en stor och knubbig myrfågel med ljusblå bar hud runt ögat. Hanen är enfärgat sotsvart, honan varmt mörkbrun ovan och grå under.

## Levnadssätt
Sotmyrfågeln hittas i högväxta låglänta skogar. Den ses i par i undervegetationen, ofta i närheten av svärmande vandringsmyror. Beteendemässigt känns den igen på att den ofta sänker stjärten snabbt och reser den långsamt.

## Utbredning och systematik
Sotmyrfågel delas in i två underarter med följande utbredning:
- Hafferia fortis fortis – förekommer i sydöstra Colombia till nordvästligaste Bolivia och västra Amazonområdet i Brasilien
- Hafferia fortis incanescens – förekommer i Brasilien (fynd känt endast från Solimões)

### Släktestillhörighet
Sotmryfågeln beskrevs i släktet Percnostola men inkluderades senare i Myrmeciza. Genetiska studier från 2013 visade att  Myrmeciza var polyfyletisk, varvid sotmyrfågeln flyttades till det nyskapade släktet Hafferia tillsammans med chocómyrfågel och blåtyglad myrfågel.

## Status
Arten har ett stort utbredningsområde och beståndet anses vara stabilt. Internationella naturvårdsunionen IUCN listar den därför som livskraftig (LC).

## Bilder

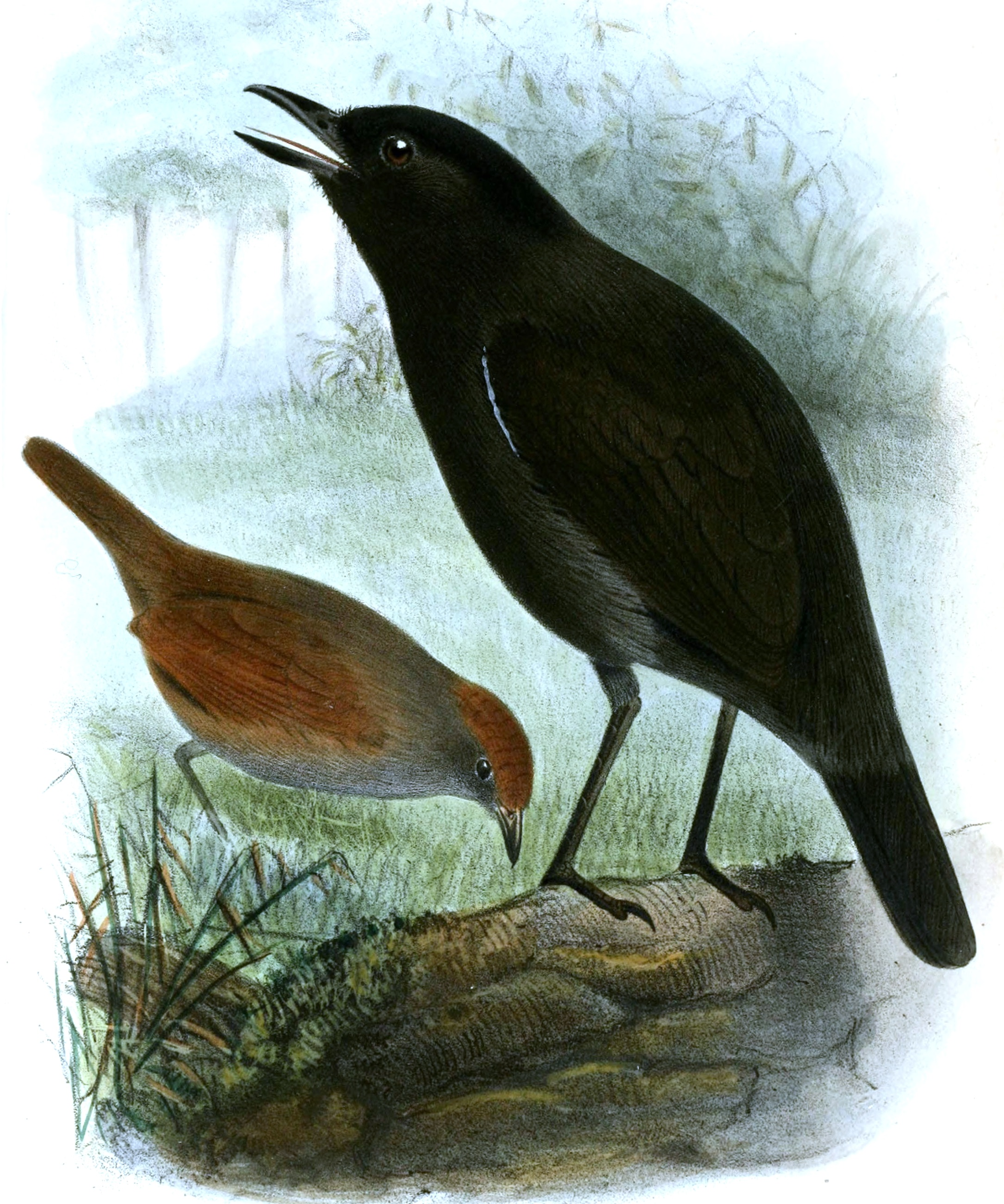
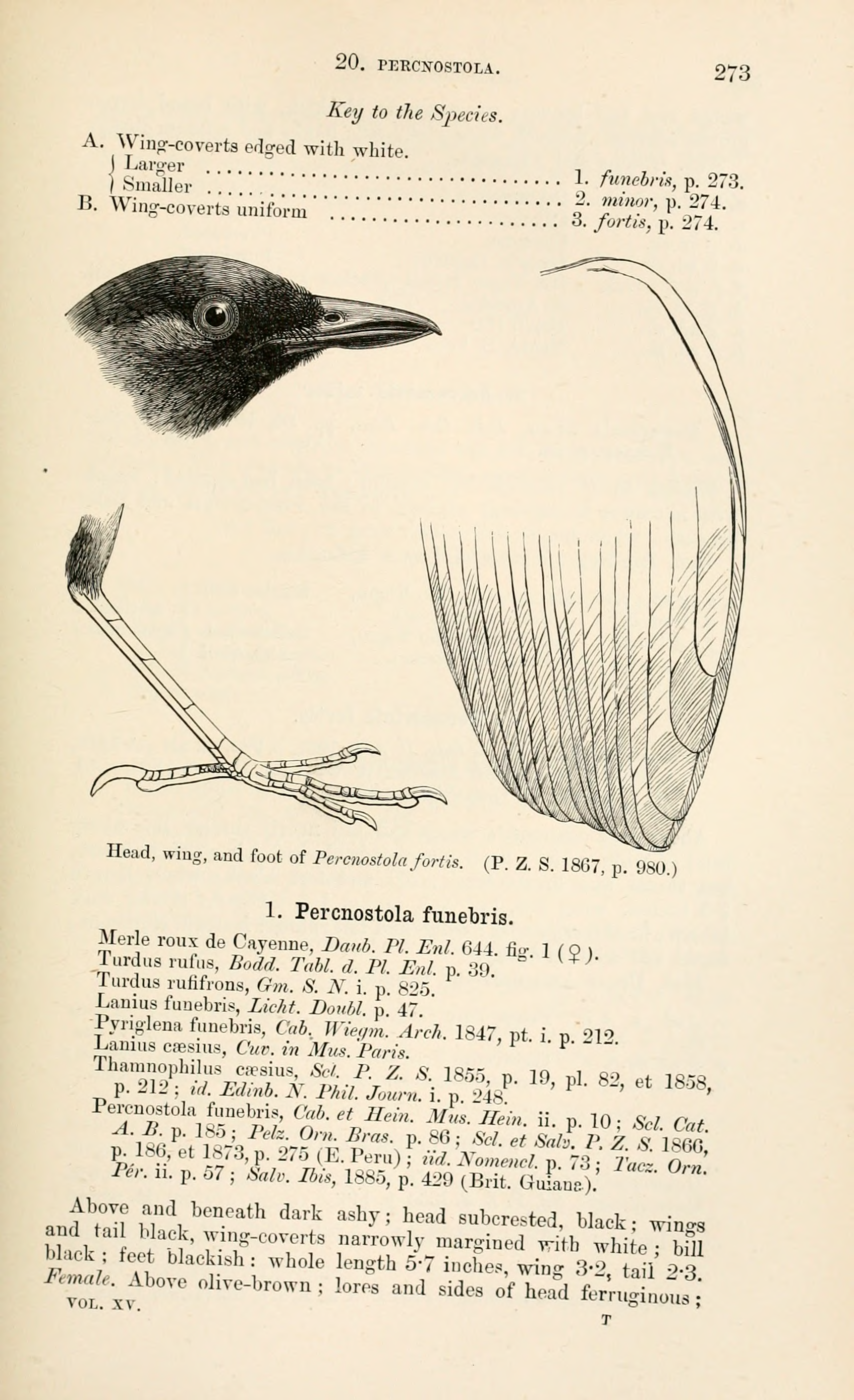